# Jettha Tissa III
Jettha Tissa III fou rei d'Anuradhapura (Sri Lanka) vers el 623. Era fill de Sangha Tissa II i en veure la sort que havien corregut els seus germans i pare va fugir a Malaya Rata.
Silameghavama era un noble que tenia el càrrec de porta-espases, fill del comandant en cap de les forces de Sangha Tissa II i quan el seu pare va trair al rei fou nomenat raja de Malaya Rata per Moggallana III; el seu pare fou aviat acusat de traïció al nou rei i se li van tallar les mans i els peus, però el seu fill va poder fugir a Malaya Rata on el pare ja havia aconseguit establir una base de poder. Fou ben rebut i va poder aixecar un exèrcit i va tenir l'habilitat de fer aliança amb Jettha Tissa, el fill de Sangha Tissa II que també estava també refugiat a Malaya Rata i tenia alguns seguidors. Les forces combinades van avançar cap al nord.
Mogallana III, quan va saber que un exèrcit dirigit pel porta-espases i per Jettha Tissa avançava cap al nord i havia acampat a Dolhapabbata, es va posar al front del seu exèrcit i es va acostar a l'enemic però allí unes febres van afectar l'exèrcit del rei i una gran part de l'exèrcit va quedar incapacitada per lluitar; això fou conegut al campament del porta-espases i de Jettha Tissa i ho van aprofitar per llançar un atac decisiu derrotant a les forces reials. El propi rei va seguir a les seves forces en la fugida però fou atrapat i mort a Hihagiri. Sigameghavama fou proclamat rei i Jettha Tissa va rebre el govern de l'est del país.
Durant el regnat de Silameghavama un cap de nom Sirinaga, que era oncle de Jettha Tissa, va intentar apoderar-se del poder amb el suport d'un exèrcit de mercenaris reclutat a l'Índia; va desembarcar al nord però fou derrotat i mor per les forces reials i els que no van morir foren fets presoners i enviats com esclaus als diversos temples de l'illa.
A la mort de Silameghavama el va succeir el seu fill Aggabodhi III, que va nomenar al seu germà Mana com a governador de Ruhunu. Jettha Tissa, que estava al front d'un exèrcit estacionat a la part oriental de l'illa on el príncep tenia la seva base de poder, va enviar al seu general Dathasiva a ocupar la província occidental de l'illa, però aquest general fou rebutjat per Mana, el germà del rei, enviat a la zona urgentment pel rei. En la seva retirada Dathasiva fou sorprès i fet presoner a la població de Mayetti per forces manades pel mateix rei; confiat per aquest triomf el rei va avançar a marxes forçades contra les forces de Jettha Tissa a la part oriental, que suposava que no esperaven cap atac; però Jettha Tissa estava ben preparat i li va presentar una força superior; en la batalla que va seguir les forces reials foren derrotades si bé el rei Aggabodhi III va poder fugir i es va refugiar a l'Índia. Jettha Tissa va avançar fins Anuradhapura on es va proclamar rei (Jetta Tissa III).
Al cap de cinc mesos el fugitiu rei Aggabodhi va tornar al front d'un exèrcit mercenari reclutat a l'Índia i va lliurar una gran batalla contra Jettha Tissa prop del Kala Wewa. Jetthatissa fou derrotat i va deixar un encàrrec al seu ministre, que anava dalt d'un elefant al seu costat, dirigit a la reina, a la que recomanava ingressar en un convent i aprendre totes les doctrines de la religió i una vegada fet recordés que havia estat mèrit del rei. Després es va llançar amb el seu elefant contra tots els guerrer indis que tenia al davant i els va matar un a un fins que ja cansat va veure un indi anomenat Veluppa que estava preparat per presentar-li combat; ja sense poder fer front a més lluita, i no volen ser mort per mans estrangeres, es va suïcidar. El ministre va fugir el camp de batalla per portar el missatge a la reina; una vegada aquesta va conèixer el que havia passat el ministre es va tallar el coll i la reina va observar la petició del rei escrupolosament.
Aggabodhi III va recupera el poder.